# Софпорог (станция)
Со́фпоро́г (карел. Sohjanankoški) — железнодорожная станция на линии Лоухи — Пяозеро. Территориально находится в посёлке Новый Софпорог Лоухского района Карелии. Построена в 1960—1961 году. Имела два боковых пути. Разобрана в 1980-е годы. Пассажирское движение возобновлено в декабре 2023 года.

## История
В 1935 году по постановлению Союзного правительства на севере Карелии было начато строительство двух лесовозных железных дорог широкой колеи — Ругозерской и Кестеньгской. Кестеньгская железная дорога строилась для освоения лесов в бассейнах Топозера и Пяозера Кестеньгского района, откуда лесосплав был крайне длительным и сложным.
Строительство железнодорожных линий Кочкома — Ругозеро и Лоухи — Кестеньга завершилось в 1938 году.
В 1950-х годах железная дорога на Кестеньгу помогала осваивать лесные участки у Пяозера и Топозера.
Станция Кестеньга оставалась тупиковой до 1961 года, когда линия была продолжена до станции Софпорог. Также в издании 1964 года отмечалось, что ветка Лоухи — Кестеньга продолжена до Софпорога.
В начале 1960-х для дальнейшего развития Западно-Карельской железной дороги планировалось построить участок железной дороги от станции Юшкозеро до станции Софпорог протяжённостью около 150 километров.
В издании 1977 года отмечалось, что закончено сооружение подъездного пути от станции Софпорог до Пяозерского леспромхоза. Для вывоза продукции леспромхоза была построена грузовая железнодорожная станция Пяозеро.
До 1980-х годов по линии курсировал грузо-пассажирский поезд. Станция Софпорог была конечной для пассажирского движения.
В 1980-е годы станция была закрыта и разобрана.
В декабре 2023 года возобновлено пассажирское движение на линии Лоухи — Пяозеро.

## Галерея
- Разобранные пути станции.
- Разобранные пути станции.